# Famille Pálffy
Pour les articles homonymes, voir Pálffy.
La famille Pálffy, ou Pálffy d'Erdőd (en hongrois : erdődi Pálffy család) est une ancienne famille noble hongroise, implantée en Haute-Hongrie (actuelle Slovaquie). « Erdöd » est le nom hongrois, soit d'Ardud (actuelle Roumanie), soit d'Erdut (actuelle Croatie).

## Histoire

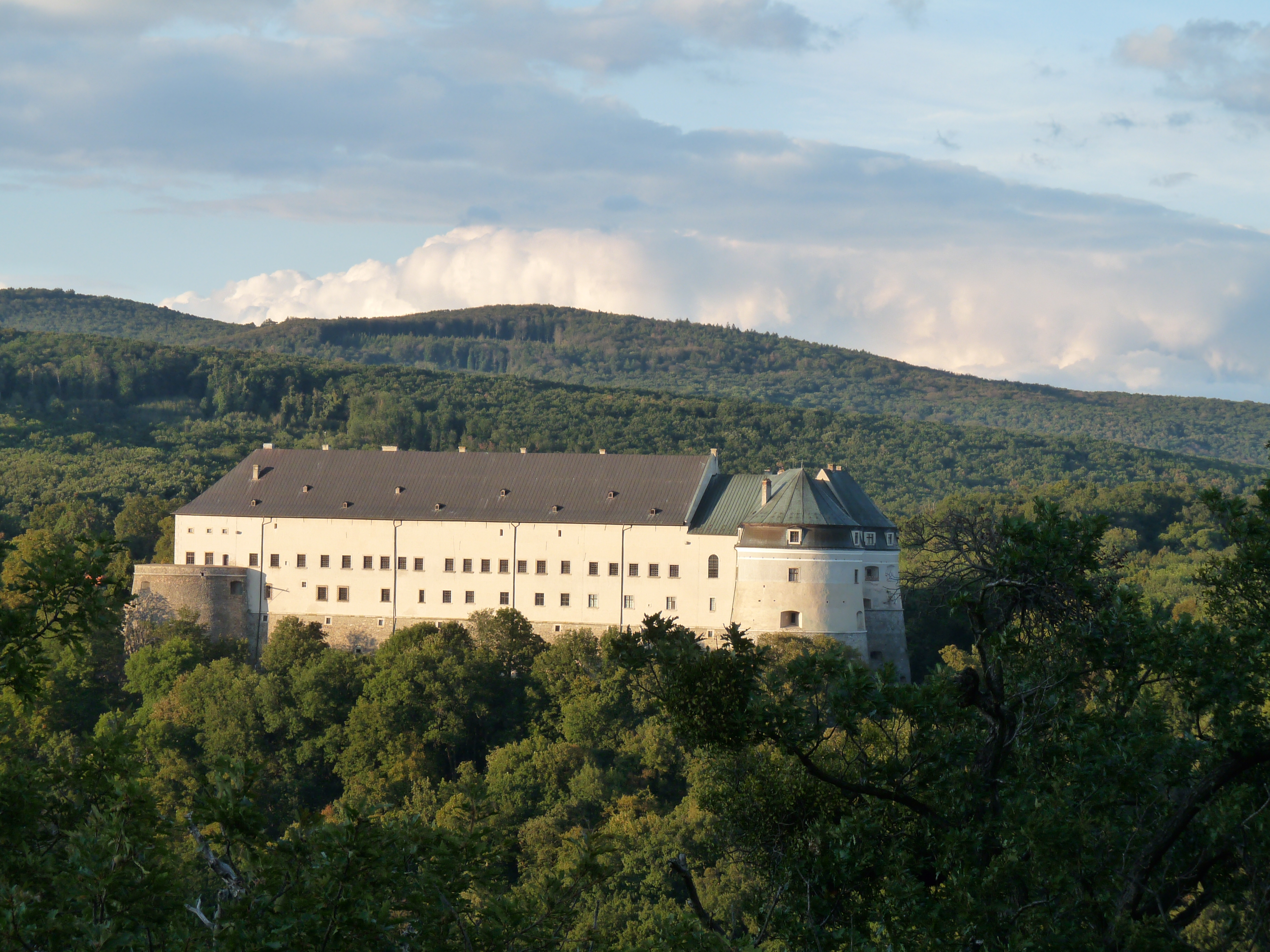
Le château de Červený Kameň.

Les Pálffy ont reçu le statut de barons hongrois en 1581. Nicolas (Miklós) II Pálffy d'Erdőd (1552-1600), originaire du château de Csábrág (Čabraď) et ispán du comitat de Pozsony (Bratislava), était un chef militaire de la monarchie de Habsbourg dans la Longue Guerre contre les Ottomans. Le 29 mars 1598, ses troupes ont réussi à conquérir la ville de Győr, ce qui lui a valu l'élévation au rang de comte du Saint-Empire par l'empereur Rodolphe II. 
Marié avec Anna Magdalena Fugger (1566-1646), Nicolas II acquiert ainsi le château de Červený Kameň (Vöröskő) dans les Carpates, détenu par la famille jusqu'à l'expropriation en 1945. Son fils Paul (1592-1653), chevalier de la Toison d'or, fut ispán et capitain du château de Pozsony, ainsi que palatin de Hongrie de 1649 à 1653. Il acquiert de nombreux domaines rurals sur la Žitný ostrov ; de plus, il fut seigneur de Plavecké Podhradie, Malacky, Bojnice, Devín et de Marchegg en Autriche.
Au XVIIIe siècle, la famille se répartissait en deux branches – les descendants de Nicolas IV Pálffy (1657-1732), maréchal de l'armée impériale et palatin de Hongrie à partir de 1714, et de son frère Jean (1664-1751), maréchal et palatin de Hongrie à partir de 1741.

## Membres notables
- Tamás (Thomas) Pálffy d'Erdőd (1534-1581), capitaine du Palais, főispán de Zólyom.
- Miklós (Nicolas) Palffy d'Erdőd (Miklos  (1552-1600), juge de la Cour (országbíró), général et « héros de Győr ».
- István (Etienne) Pálffy (1586–1646), général hongrois.
- Ferdinand Palffy d'Erdőd (1619-1680), évêque de Csanád et Eger, főispán de Heves.
- Tamás (Thomas) Pálffy d'Erdőd  (1620-1679), chanoine d'Esztergom, grand prévôt de Bratislava et prévôt de Jasov, successivement évêque de Vac, Eger puis Nitra, chancelier.
- Miklós (Nicolas) Palffy d'Erdőd (1657-1732), chef militaire, homme d'État, palatin de Hongrie.
- János Pálffy (Jean, 1664-1751) maréchal impérial, palatin de Hongrie, capitaine héréditaire du château de Bratislava.
- Lipót István (Léopold Etienne) Pálffy d'Erdőd (1716-1773), général.
- Ferdinand Palffy d'Erdőd (1774-1840), ingénieur des mines, directeur du théâtre de Vienne.
- Albert Pálffi (1820-1897), éditeur, écrivain, homme politique et membre de l'Académie hongroise des sciences.
- Fidél Pálffy (en) (1895-1946), homme politique d'extrême droite, ministre de l'Agriculture du gouvernement Szalasi.
- József (Joseph) Pálffy d'Erdőd (1904-1988), propriétaire foncier et homme politique hongrois.
- Paul Pálffy ab Erdőd ('Pál) (1890-1968), époux de Louise de Vilmorin de 1938 à 1943.

## Galerie

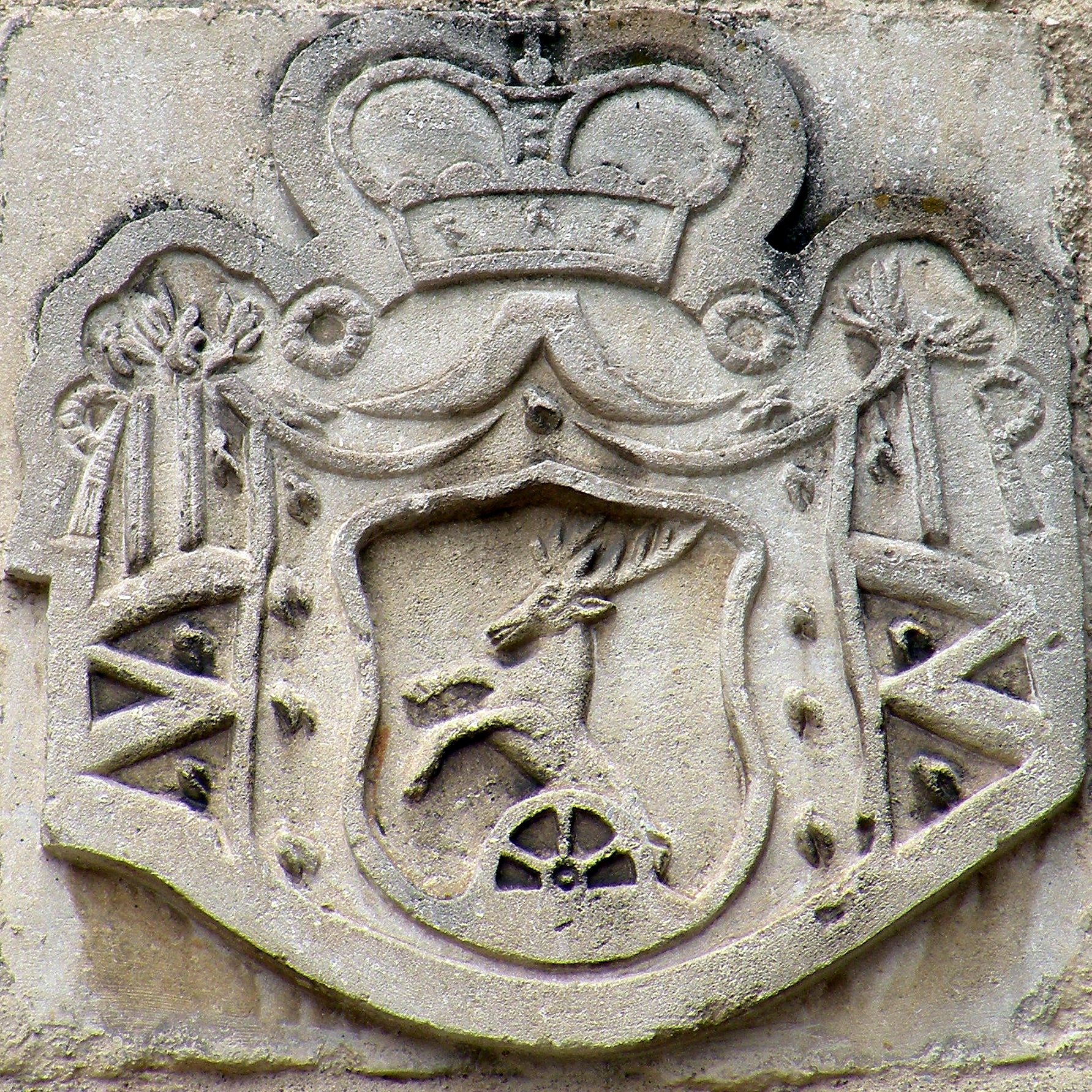
Armoiries sculptées, Burg Heidenreichstein
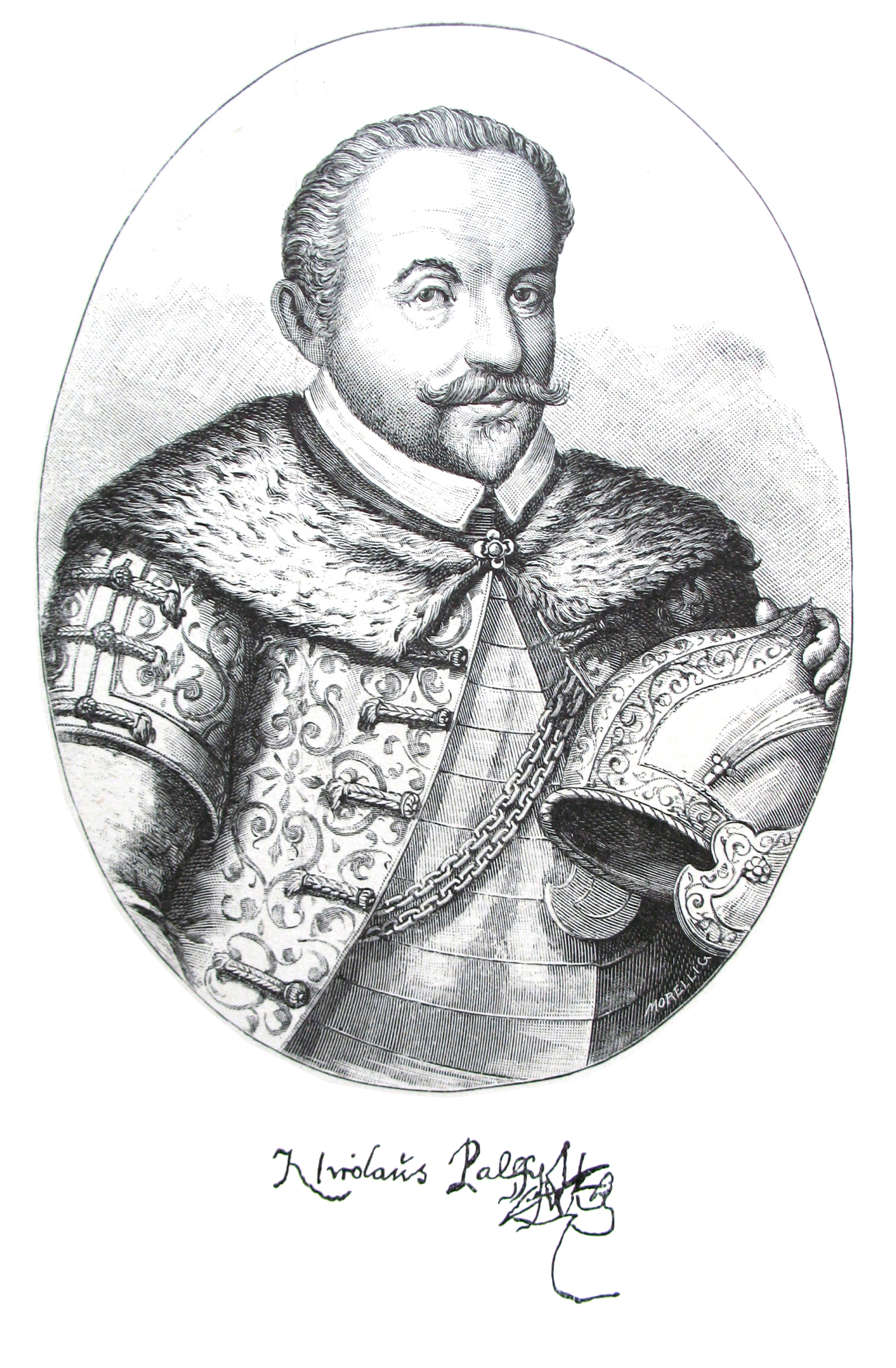
Général Miklós Palffy (1552-1600)
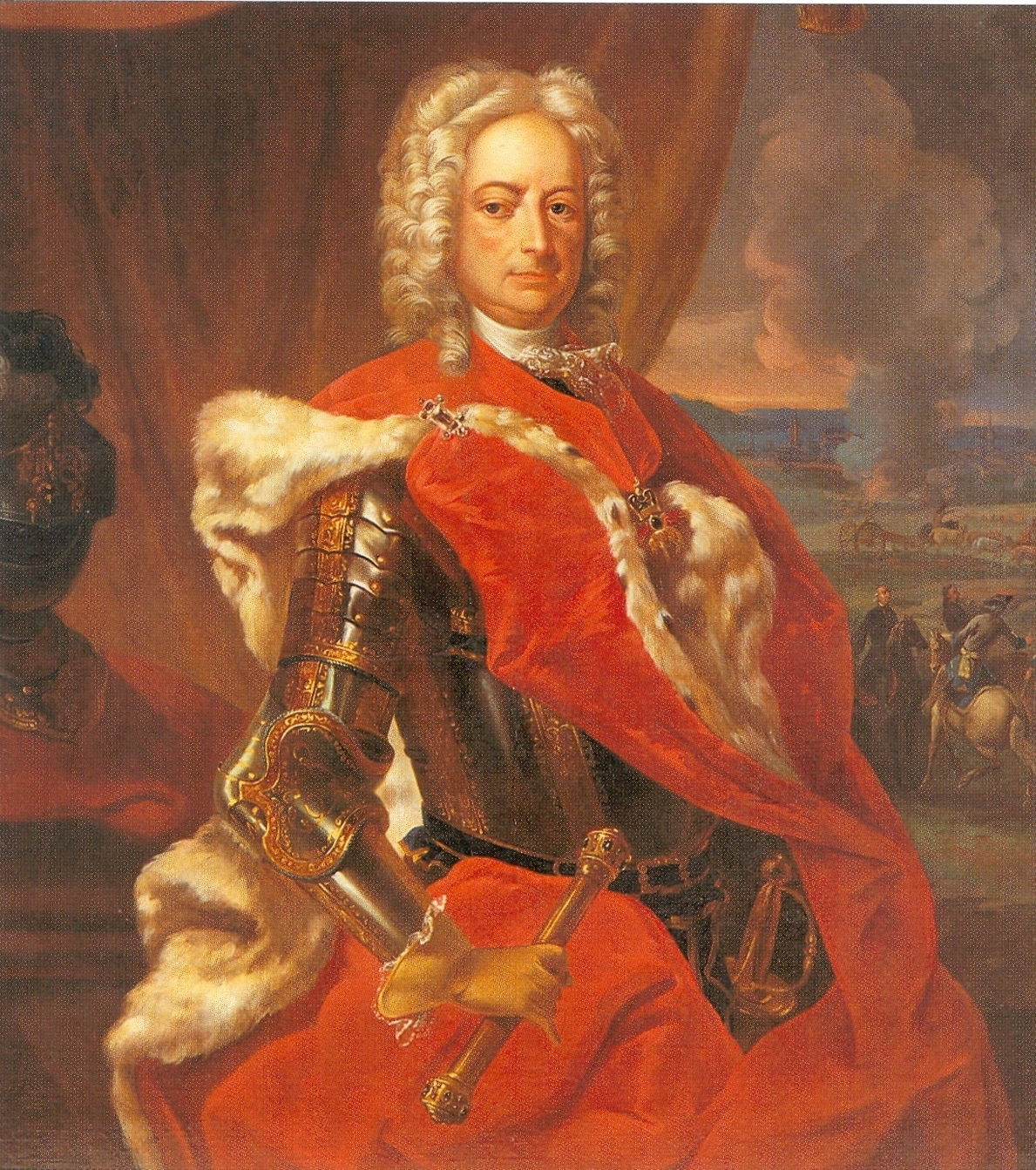
János Pálffy (1664-1751), Palatin de Hongrie
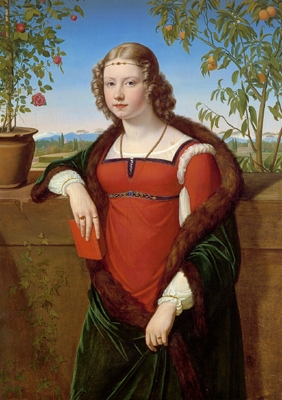
Princesse Leopoldine Karoline Palffy, née comtesse Kaunitz-Rietberg, par Carl Christian Vogel von Vogelstein, 1818
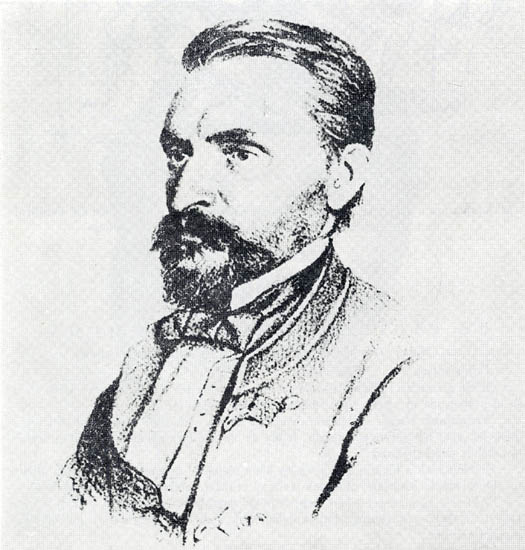
Albert Pálffi (1820-1897), académicien et homme politique